# Championnats du monde de natation 2007
Navigation
Mondiaux 2005 Mondiaux 2009
Les 12es championnats du monde de natation se sont déroulés du 17 mars au 1er avril 2007 à Melbourne (Australie).
La natation synchronisée et les courses en bassin se sont déroulées dans la Rod Laver Arena, haut lieu du tennis puisque l'Open d'Australie, un des quatre tournois du Grand Chelem, s'y déroule en janvier de chaque année. L’Arena a connu pour l'occasion une métamorphose spectaculaire, nécessitant plusieurs semaines de travaux, afin de remplacer le prestigieux court de tennis par un bassin olympique. C'est ainsi une piscine temporaire de 50 m qui a été construite et se sont 12 500 spectateurs qui ont assisté aux compétitions. Elle est baptisée Susie O'Neill Pool le 11 mars 2007 (Susie O'Neill est une ancienne nageuse australienne octuple médaillée olympique). Les épreuves de plongeon et de water-polo ont été organisées au Melbourne Sports and Aquatic Centre (en) (MSAC). Enfin, les épreuves en eau libre se sont déroulées à St-Kilda Beach.

## Enjeux olympiques
Le rendez-vous mondial de Melbourne constitue la première occasion pour les nageurs et les plongeurs d'obtenir leur qualification pour les Jeux olympiques d'été de 2008 organisés à Pékin.
À titre individuel, les compétitions de natation sportive marquent le début de la période autorisée pour réaliser les minimas qualificatifs. Cependant, la réalisation de ces minimas ne permet pas de se qualifier directement pour Pékin 2008, des sélections pouvant être organisées au niveau national pour départager les nageurs ayant réalisé les temps requis. Pour les relais, les douze premiers temps lors des séries éliminatoires sont qualifiés pour les Jeux.
En ce qui concerne le plongeon, les douze premiers plongeurs des épreuves individuelles, ainsi que les trois premiers duos en plongeon synchronisé, obtiennent leur qualification directe pour l'événement olympique.

## Bilan
Les Championnats du monde de Melbourne ont permis aux nageurs et nageuses de se jauger dans la perspective des Jeux olympiques de Pékin. Ainsi, la Russie, en natation synchronisée, la Chine, en plongeon, et les États-Unis, en course en bassin, ont largement dominé les bassins australiens. En natation synchronisée, un seul titre échappe aux nageuses russes, celui du solo libre où la Française Virginie Dedieu a remporté son troisième et dernier titre mondial. En eau libre, les nageurs russes se sont placés sur le 10 km, une épreuve qui intégrera le programme olympique en 2008. Les plongeurs chinois ont, quant à eux, écrasé les épreuves, alors qu'ils évolueront à domicile lors des prochains Jeux. En ce qui concerne les courses en bassin, les Américains, notamment grâce aux moissons de Michael Phelps, Ryan Lochte, Kate Ziegler ou Katie Hoff, terminent largement en tête des bilans. Seules les nageuses australiennes, (Lisbeth Lenton, notamment, qui repart avec 5 médailles d'or) ou la Française Laure Manaudou, ont pu contester la suprématie US. À l’issue de la compétition, ce sont d'ailleurs cette dernière, avec 5 médailles (2 en or et un record du monde) et l'Américain Phelps (7 médailles d'or et 4 records du monde), qui sont désignés meilleurs nageurs de la compétition.
| Plongeon : Résultats Natation synchronisée : Solo technique / libre Duo technique / libre Ballet technique / libre Combiné Water-polo : Résultats Eau libre : 5 km (f/h) - 10 km (f/h) - 25 km (f/h) Courses en grand bassin : Records battus Nage libre : 50 m - 100 m - 200 m - 400 m - 800 m - 1 500 m Papillon : 50 m - 100 m - 200 m Dos : 50 m - 100 m - 200 m Brasse : 50 m - 100 m - 200 m 4 nages : 200 m - 400 m Relais : 4 × 100 m nage libre - 4 × 200 m nage libre - 4 × 100 m 4 nages Tableau des médailles - Légende |

## Résultats

### Plongeon
| Épreuves individuelles  |                              |                                          |                                            |
| 1 m femmes              | He Zi                        | Blythe Hartley                           | Ioulia Pakhalina                           |
| 3 m hommes              | Qin Kai                      | Alexandre Despatie                       | Dmitri Sautin                              |
| 10 m femmes             | Wang Xin                     | Chen Ruolin                              | Christin Steuer                            |
| 1 m hommes              | Luo Yutong                   | He Chong                                 | Christopher Sacchin                        |
| 3 m femmes              | Guo Jingjing                 | Wu Minxia                                | Tania Cagnotto                             |
| 10 m hommes             | Gleb Galperin                | Luxin Zhou                               | Yue Lin                                    |
| Épreuves synchronisées  |                              |                                          |                                            |
| 3 m synchronisé femmes  | Chine Guo Jingjing Wu Minxia | Allemagne Ditte Kotzian Heike Fischer    | Australie Sharleen Stratton Briony Cole    |
| 10 m synchronisé hommes | Chine Yue Lin Liang Huo      | Russie Gleb Galperin Dmitriy Dobroskok   | États-Unis David Boudia Thomas Finchum     |
| 10 m synchronisé femmes | Chine Jia Tong Chen Ruolin   | Australie Briony Cole Melissa Wu         | Allemagne Annett Gamm Nora Subschinski     |
| 3 m synchronisé hommes  | Chine Qin Kai Wang Feng      | Canada Alexandre Despatie Arturo Miranda | Allemagne Tobias Schellenberg Andreas Wels |

### Natation synchronisée

#### Solo
| Rang | Pays          | Nageuse               | Points |
| ---- | ------------- | --------------------- | ------ |
| 1    | Russie        | Natalia Ishchenko     | 99,000 |
| 2    | Espagne       | Gemma Mengual         | 98,000 |
| 3    | Japon         | Saho Harada           | 96,833 |
| 4    | États-Unis    | Christina Jones       | 95,500 |
| 5    | Canada        | Marie Boudreau-Gagnon | 94,667 |
| 6    | Italie        | Beatrice Adelizzi     | 93,500 |
| 7    | Chine         | Sun Wenyan            | 92,334 |
| 8    | Grèce         | Despoina Solomou      | 91,334 |
| 9    | Suisse        | Magdalena Brunner     | 90,167 |
| 10   | Ukraine       | Ganna Khmelnytska     | 89,000 |
| 11   | France        | Apolline Dreyfuss     | 88,834 |
| 12   | Corée du Nord | Ok Gyong Wang         | 88,500 |

| Rang | Pays       | Nageuses              | Points |
| ---- | ---------- | --------------------- | ------ |
| 1    | France     | Virginie Dedieu       | 99,500 |
| 2    | Russie     | Natalia Ischenko      | 98,500 |
| 3    | Espagne    | Gemma Mengual         | 98,000 |
| 4    | Japon      | Saho Harada           | 96,667 |
| 5    | États-Unis | Christina Jones       | 95,666 |
| 6    | Canada     | Marie Boudreau-Gagnon | 95,166 |
| 7    | Chine      | Huang Xuechen         | 93,666 |
| 8    | Italie     | Beatrice Adelizzi     | 93,167 |
| 9    | Grèce      | Evanthia Makrygianni  | 91,333 |
| 10   | Suisse     | Magdalena Brunner     | 90,000 |
| 11   | Israël     | Anastasia Gloushkov   | 89,167 |
| 12   | Ukraine    | Ganna Khmelnytska     | 89,166 |

#### Duo
| Rang | Pays    | Nageuses                              | Points |
| ---- | ------- | ------------------------------------- | ------ |
| 1    | Russie  | Anastasia Davydova Anastasia Ermakova | 98,833 |
| 2    | Espagne | Gemma Mengual Paola Tirados           | 97,500 |
| 3    | Japon   | Saho Harada Emiko Suzuki              | 97,167 |

| Rang | Pays    | Nageuses                              | Points |
| ---- | ------- | ------------------------------------- | ------ |
| 1    | Russie  | Anastasia Davydova Anastasia Ermakova | 99,333 |
| 2    | Espagne | Gemma Mengual Paola Tirados           | 97,667 |
| 3    | Japon   | Ayako Matsumura Emiko Suzuki          | 97,333 |

#### Ballet
| Rang | Pays    | Points | |
| ---- | ------- | ------ | --- |
| 1    | Russie  | 99,000 | Maria Gromova, Natalia Ischenko, Elvira Khasyanova, Olga Kuzhela, Anna Nasekina, Elena Ovtchinnikova, Svetlana Romashina, Anna Shorina |
| 2    | Japon   | 97,833 | Naoko Kawashima, Chisa Kobayashi, Hiromi Kobayashi, Erika Komura, Ayako Matsumura, Emiko Suzuki, Erina Suzuki, Masako Tachibana        |
| 3    | Espagne | 97,167 | Alba Cabello, Ona Carbonell, Andrea Fuentes, Tina Fuentes, Gemma Mengual, Gisela Morón, Irina Rodriguez, Paola Tirados                 |

| Rang | Pays    | Points | |
| ---- | ------- | ------ | --- |
| 1    | Russie  | 99,000 | Maria Gromova, Natalia Ischenko, Elvira Khasyanova, Olga Kuzhela, Anna Nasekina, Elena Ovtchinnikova, Svetlana Romashina, Anna Shorina |
| 2    | Espagne | 98,500 | Andrea Fuentes, Tina Fuentes, Thais Henriquez, Gemma Mengual, Gisela Morón, Irina Rodriguez, Paola Tirados, Cristina Violan            |
| 3    | Japon   | 97,334 | Saho Harada, Naoko Kawashima, Hiromi Kobayashi, Erika Komura, Takako Konishi, Ayako Matsumura, Emiko Suzuki, Masako Tachibana          |

#### Combiné
| Rang | Pays       | Points | |
| ---- | ---------- | ------ | --- |
| 1    | Russie     | 99,000 | Anastasia Davydova, Anastasia Ermakova, Maria Gromova, Natalia Ischenko, Elvira Khasyanova, Olga Kuzhela, Anna Nasekina, Elena Ovchinnikova, Svetlana Romashina, Anna Shorina |
| 2    | Japon      | 97,833 | Ai Aoki, Saho Harada, Naoko Kawashima, Hiromi Kobayashi, Erika Komura, Takako Konishi, Ayako Matsumura, Emiko Suzuki, Erina Suzuki, Masako Tachibana                          |
| 3    | États-Unis | 96,500 | Brooke Abel, Janet Culp, Katherine Hooven, Christina Jones, Rebekah Kim, Meghan Kinney, Andrea Nott, Annabelle Orme, Jillian Penner, Kimberly Probst                          |

### Water-polo
| Rang | Equipe  |
| ---- | ------- |
| 1    | Croatie |
| 2    | Hongrie |
| 3    | Espagne |

| Rang | Equipe     |
| ---- | ---------- |
| 1    | États-Unis |
| 2    | Australie  |
| 3    | Russie     |

### Nage en eau libre
| Épreuves | Or                                        | Argent                                        | Bronze                                       |
| Femmes   | Femmes                                    | Femmes                                        | Femmes                                       |
| -------- | ----------------------------------------- | --------------------------------------------- | -------------------------------------------- |
| 5 km     | Larisa Ilchenko (RUS) 1 h 0 min 41 s 3    | Ekaterina Seliverstova (RUS) 1 h 0 min 43 s 6 | Kate Brookes-Peterson (AUS) 1 h 0 min 47 s 6 |
| 10 km    | Larisa Ilchenko (RUS) 2 h 3 min 57 s 9    | Cassandra Patten (GBR) 2 h 03 min 58 s 9      | Kate Brookes-Peterson (AUS) 2 h 3 min 59 s 5 |
| 25 km    | Britta Kamrau (GER) 5 h 37 min 11 s 66    | Kalyn Keller (USA) 5 h 39 min 39 s 62         | Ksenia Popova (RUS) 5 h 39 min 51 s 51       |
| Hommes   |                                           |                                               |                                              |
| 5 km     | Thomas Lurz (GER) 56 min 49 s 6           | Evgeny Drattsev (RUS) 56 min 50 s 7           | Spyrídon Yanniótis (GRE) 56 min 56 s 6       |
| 10 km    | Vladimir Dyatchin (RUS) 1 h 55 min 32 s 5 | Thomas Lurz (GER) 1 h 55 min 32 s 5           | Evgeny Drattsev (RUS) 1 h 55 min 47 s 3      |
| 25 km    | Yury Kudinov (RUS) 5 h 16 min 45 s 55     | Marco Formentini (ITA) 5 h 18 min 36 s 80     | Mohamed Monir (EGY) 5 h 19 min 23 s 23       |

### Natation sportive

#### Femmes
| Épreuves               | Or | Argent | Bronze                                                                                                |
| Nage libre             | Nage libre | Nage libre | Nage libre                                                                                            |
| ---------------------- | --- | --- | --- |
| 50 m                   | Libby Lenton (AUS) 24 s 53 | Therese Alshammar (SWE) 24 s 62 | Marleen Veldhuis (NED) 24 s 70                                                                        |
| 100 m                  | Libby Lenton (AUS) 53 s 40 (RC) | Marleen Veldhuis (NED) 53 s 70 | Britta Steffen (GER) 53 s 74                                                                          |
| 200 m                  | Laure Manaudou (FRA) 1 min 55 s 52 (RM, RC)                                                                                           | Annika Lurz (GER) 1 min 55 s 68 | Federica Pellegrini (ITA) 1 min 56 s 97                                                               |
| 400 m                  | Laure Manaudou (FRA) 4 min 2 s 61 (RC)                                                                                                | Otylia Jędrzejczak (POL) 4 min 4 s 23                                                                                                 | Ai Shibata (JPN) 4 min 5 s 19                                                                         |
| 800 m                  | Kate Ziegler (USA) 8 min 18 s 52 (RC)                                                                                                 | Laure Manaudou (FRA) 8 min 18 s 80 | Hayley Peirsol (USA) 8 min 26 s 41                                                                    |
| 1 500 m                | Kate Ziegler (USA) 15 min 53 s 05 (RC)                                                                                                | Flavia Rigamonti (SUI) 15 min 55 s 38 (RE)                                                                                            | Ai Shibata (JPN) 15 min 58 s 55                                                                       |
| Dos                    | | | |
| 50 m                   | Leila Vaziri (USA) 28 s 16 (RM, RC)                                                                                                   | Aliaksandra Herasimenia (BLR) 28 s 46                                                                                                 | Taliyah Zimmer (AUS) 28 s 50                                                                          |
| 100 m                  | Natalie Coughlin (USA) 59 s 44 (RM, RC)                                                                                               | Laure Manaudou (FRA) 59 s 87 (RE) | Reiko Nakamura (JPN) 1 min 0 s 40                                                                     |
| 200 m                  | Margaret Hoelzer (USA) 2 min 7 s 16 (RC)                                                                                              | Kirsty Coventry (ZIM) 2 min 7 s 54 | Reiko Nakamura (JPN) 2 min 8 s 54                                                                     |
| Brasse                 | | | |
| 50 m                   | Jessica Hardy (USA) 30 s 63 | Leisel Jones (AUS) 30 s 70 | Tara Kirk (USA) 31 s 05                                                                               |
| 100 m                  | Leisel Jones (AUS) 1 min 5 s 72 (RC)                                                                                                  | Tara Kirk (USA) 1 min 6 s 34 | Anna Khlistunova (UKR) 1 min 7 s 27                                                                   |
| 200 m                  | Leisel Jones (AUS) 2 min 21 s 84 | Kirsty Balfour (GBR) Megan Jendrick (USA) 2 min 25 s 94                                                                               | — |
| Papillon               | | | |
| 50 m                   | Therese Alshammar (SWE) 25 s 91 | Danni Miatke (AUS) 26 s 05 | Inge Dekker (NED) 26 s 11                                                                             |
| 100 m                  | Libby Lenton (AUS) 57 s 15 (RC) | Jessicah Schipper (AUS) 57 s 24 | Natalie Coughlin (USA) 57 s 34                                                                        |
| 200 m                  | Jessicah Schipper (AUS) 2 min 6 s 39                                                                                                  | Kimberly Vandenberg (USA) 2 min 6 s 71                                                                                                | Otylia Jędrzejczak (POL) 2 min 6 s 90                                                                 |
| Quatre nages           | | | |
| 200 m                  | Katie Hoff (USA) 2 min 10 s 13 (RC)                                                                                                   | Kirsty Coventry (ZIM) 2 min 10 s 76                                                                                                   | Stephanie Rice (AUS) 2 min 11 s 42                                                                    |
| 400 m                  | Katie Hoff (USA) 4 min 32 s 89 (RM, RC)                                                                                               | Yana Martynova (RUS) 4 min 40 s 14 | Stephanie Rice (AUS) 4 min 41 s 19                                                                    |
| Relais                 | | | |
| 4 × 100 m nage libre   | Australie Libby Lenton Melanie Schlanger Shayne Reese Jodie Henry 3 min 35 s 48 (RC) Danni Miatke Sally Foster                        | États-Unis Natalie Coughlin Lacey Nymeyer Amanda Weir Kara Lynn Joyce 3 min 35 s 68 Dana Vollmer                                      | Pays-Bas Inge Dekker Ranomi Kromowidjojo Femke Heemskerk Marleen Veldhuis 3 min 36 s 81 Chantal Groot |
| 4 × 200 m nage libre   | États-Unis Natalie Coughlin Dana Vollmer Lacey Nymeyer Katie Hoff 7 min 50 s 09 (RM, RC) Amanda Weir Margaret Hoelzer Kara Lynn Joyce | Allemagne Meike Freitag Britta Steffen Petra Dallmann Annika Lurz 7 min 53 s 82 Daniela Samulski                                      | France Alena Popchanka Sophie Huber Aurore Mongel Laure Manaudou 7 min 55 s 96 Céline Couderc         |
| 4 × 100 m quatre nages | Australie Emily Seebohm Leisel Jones Jessicah Schipper Libby Lenton 3 min 55 s 74 (RM, RC) Tarnee White Felicity Galvez Jodie Henry   | États-Unis Natalie Coughlin Tara Kirk Rachel Komisarz Lacey Nymeyer 3 min 58 s 31 Leila Vaziri Jessica Hardy Dana Vollmer Amanda Weir | Chine Xutian Longzi Luo Nan Zhou Yafei Xu Yanwei 4 min 1 s 97                                         |

#### Hommes
| Épreuves               | Or | Argent | Bronze |
| Nage libre             | Nage libre | Nage libre | Nage libre |
| ---------------------- | --- | --- | --- |
| 50 m                   | Benjamin Wildman-Tobriner (USA) 21 s 88                                                                                        | Cullen Jones (USA) 21 s 94                                                                                         | Stefan Nystrand (SWE) 21 s 97                                                                                           |
| 100 m                  | Brent Hayden (CAN) Filippo Magnini (ITA) 48 s 43                                                                               | — | Eamon Sullivan (AUS) 48 s 47                                                                                            |
| 200 m                  | Michael Phelps (USA) 1 min 43 s 86 (RM, RC)                                                                                    | Pieter van den Hoogenband (NED) 1 min 46 s 28                                                                      | Park Tae-hwan (KOR) 1 min 46 s 73                                                                                       |
| 400 m                  | Park Tae-hwan (KOR) 3 min 44 s 30                                                                                              | Grant Hackett (AUS) 3 min 45 s 43                                                                                  | Yuriy Prilukov (RUS) 3 min 45 s 47                                                                                      |
| 800 m                  | Przemysław Stańczyk (POL) 7 min 47 s 91                                                                                        | Craig Stevens (AUS) 7 min 48 s 67                                                                                  | Federico Colbertaldo (ITA) 7 min 49 s 98                                                                                |
| 1 500 m                | Mateusz Sawrymowicz (POL) 14 min 45 s 94                                                                                       | Yuriy Prilukov (RUS) 14 min 47 s 29                                                                                | David Davies (GBR) 14 min 51 s 21                                                                                       |
| Dos                    | | | |
| 50 m                   | Gerhard Zandberg (RSA) 24 s 98                                                                                                 | Thomas Rupprath (GER) 25 s 20                                                                                      | Liam Tancock (GBR) 25 s 23                                                                                              |
| 100 m                  | Aaron Peirsol (USA) 52 s 98 (RM, RC)                                                                                           | Ryan Lochte (USA) 53 s 50                                                                                          | Liam Tancock (GBR) 53 s 61                                                                                              |
| 200 m                  | Ryan Lochte (USA) 1 min 54 s 32 (RM, RC)                                                                                       | Aaron Peirsol (USA) 1 min 54 s 80                                                                                  | Markus Rogan (AUT) 1 min 56 s 02                                                                                        |
| Brasse                 | | | |
| 50 m                   | Oleh Lisohor (UKR) 27 s 66 | Brendan Hansen (USA) 27 s 69                                                                                       | Cameron van der Burgh (RSA) 27 s 88                                                                                     |
| 100 m                  | Brendan Hansen (USA) 59 s 80                                                                                                   | Kosuke Kitajima (JPN) 59 s 96                                                                                      | Brenton Rickard (AUS) 1 min 0 s 58                                                                                      |
| 200 m                  | Kosuke Kitajima (JPN) 2 min 9 s 80                                                                                             | Brenton Rickard (AUS) 2 min 10 s 99                                                                                | Loris Facci (ITA) 2 min 11 s 03                                                                                         |
| Papillon               | | | |
| 50 m                   | Roland Schoeman (RSA) 23 s 18                                                                                                  | Ian Crocker (USA) 24 s 47                                                                                          | Jakob Andkjær (DEN) 24 s 56                                                                                             |
| 100 m                  | Michael Phelps (USA) 50 s 77                                                                                                   | Ian Crocker (USA) 50 s 82                                                                                          | Albert Subirats (VEN) 51 s 82                                                                                           |
| 200 m                  | Michael Phelps (USA) 1 min 52 s 09 (RM, RC)                                                                                    | Wu Peng (CHN) 1 min 55 s 13                                                                                        | Nikolay Skvortsov (RUS) 1 min 55 s 22                                                                                   |
| Quatre nages           | | | |
| 200 m                  | Michael Phelps (USA) 1 min 54 s 98 (RM, RC)                                                                                    | Ryan Lochte (USA) 1 min 56 s 19                                                                                    | László Cseh (HUN) 1 min 56 s 92                                                                                         |
| 400 m                  | Michael Phelps (USA) 4 min 6 s 22 (RM, RC)                                                                                     | Ryan Lochte (USA) 4 min 9 s 74                                                                                     | Luca Marin (ITA) 4 min 9 s 88                                                                                           |
| Relais                 | | | |
| 4 × 100 m nage libre   | États-Unis Michael Phelps Neil Walker Cullen Jones Jason Lezak 3 min 12 s 72 (RC) Garrett Weber-Gale Benjamin Wildman-Tobriner | Italie Massimiliano Rosolino Alessandro Calvi Christian Galenda Filippo Magnini 3 min 14 s 04 (RE) Lorenzo Vismara | France Fabien Gilot Frédérick Bousquet Julien Sicot Alain Bernard 3 min 14 s 68 Grégory Mallet Amaury Leveaux           |
| 4 × 200 m nage libre   | États-Unis Michael Phelps Ryan Lochte Klete Keller Peter Vanderkaay 7 min 3 s 24 (RM, RC) Jayme Cramer David Walters           | Australie Patrick Murphy Andrew Mewing Grant Brits Kenrick Monk 7 min 10 s 05 Nic Ffrost                           | Canada Brian Johns Brent Hayden Rick Say Andrew Hurd 7 min 10 s 70                                                      |
| 4 × 100 m quatre nages | Australie Matt Welsh Brenton Rickard Andrew Lauterstein Eamon Sullivan 3 min 34 s 93 Hayden Stoeckel Michael Klim Kenrick Monk | Japon Tomomi Morita Kosuke Kitajima Takashi Yamamoto Daisuke Hosokawa 3 min 35 s 16 Masafumi Yamaguchi             | Russie Arkady Vyatchanin Dmitry Komornikov Nikolay Skvortsov Evgeny Lagunov 3 min 35 s 51 Roman Sludnov Andrey Kapralov |

## Tableau des médailles
| Place | Pays           | Médaille d'or, monde | Médaille d'argent, monde | Médaille de bronze, monde | Total |
| ----- | -------------- | -------------------- | ------------------------ | ------------------------- | ----- |
| 1     | États-Unis     | 21                   | 14                       | 5                         | 40    |
| 2     | Russie         | 11                   | 6                        | 8                         | 25    |
| 3     | Australie      | 9                    | 9                        | 8                         | 26    |
| 4     | Chine          | 9                    | 5                        | 2                         | 16    |
| 5     | France         | 3                    | 2                        | 2                         | 7     |
| 6     | Allemagne      | 2                    | 5                        | 4                         | 11    |
| 7     | Pologne        | 2                    | 1                        | 1                         | 4     |
| 8     | Afrique du Sud | 2                    | 0                        | 1                         | 3     |
| 9     | Japon          | 1                    | 4                        | 8                         | 13    |
| 10    | Canada         | 1                    | 3                        | 1                         | 5     |
| 11    | Italie         | 1                    | 2                        | 6                         | 9     |
| 12    | Suède          | 1                    | 1                        | 1                         | 3     |
| 13    | Corée du Sud   | 1                    | 0                        | 1                         | 2     |
| -     | Ukraine        | 1                    | 0                        | 1                         | 2     |
| 15    | Croatie        | 1                    | 0                        | 0                         | 1     |
| 16    | Espagne        | 0                    | 4                        | 3                         | 7     |
| 17    | Pays-Bas       | 0                    | 2                        | 3                         | 5     |
| -     | Royaume-Uni    | 0                    | 2                        | 3                         | 5     |
| 19    | Zimbabwe       | 0                    | 2                        | 0                         | 2     |
| 20    | Hongrie        | 0                    | 1                        | 1                         | 2     |
| 21    | Biélorussie    | 0                    | 1                        | 0                         | 1     |
| -     | Suisse         | 0                    | 1                        | 0                         | 1     |
| 23    | Autriche       | 0                    | 0                        | 1                         | 1     |
| -     | Danemark       | 0                    | 0                        | 1                         | 1     |
| -     | Égypte         | 0                    | 0                        | 1                         | 1     |
| -     | Grèce          | 0                    | 0                        | 1                         | 1     |
| -     | Venezuela      | 0                    | 0                        | 1                         | 1     |
| -     |                | 66                   | 65                       | 64                        | 195   |

## Légende
- RM : Record du monde
- RE : Record d'Europe
- RC : Record des Championnats
- RN : Record national
- disq. : disqualification